# Ferrari 335 S
Ferrari 335 S — перегоновий автомобіль, випущений компанією Ferrari у 1957 році. Автомобіль був прямою відповіддю на 4,5-літровий Maserati 450S, що становив серйозну конкуренцію у змаганнях для 3,8-літрового 315 S і 3,5-літрового Ferrari 290 MM. Усього було виготовлено чотири автомобілі, один з яких було створено шляхом модернізації 315 S.

## Історія виступів

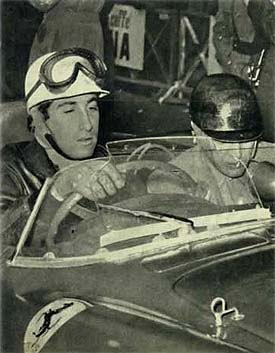
Альфонсо де Портаґо і Едмунд Нельсон перед своїми останніми перегонами

Автомобіль дебютував на третьому етапі чемпіонату спорткарів, в італійських перегонах Mille Miglia у 1957 році, затьмарених трагедією в Гуїдіццоло. За 120 кілометрів до фінішу Ferrari 335 S (№ 531) їхала по довгому прямому відрізку траси між ломбардськими селами Серлонго і Гуїдіццоло. Тріснула одна з шин і машина на повній швидкості зісковзнула вліво, вдарилась об стовп та відлетіла праворуч від траси у натовп глядачів. Загинуло 9 глядачів (у тому числі двоє від збитого стовпа), а також сам гонщик Альфонсо де Портаґо (заміняв Луїджі Муссо) і штурман Едмунд Нельсон. Інші автомобілі 335-ї моделі, що брали участь у цій гонці, зійшли з траси через технічні причини, тоді як Ferrari 315 S П'єро Таруффі була першою. З наступного року перегони вже не проводились.
На 1000 кілометрах Нюрбургрингу екіпаж Пітера Коллінза і Олів'є Жандеб'єна посів друге місце, поступившись Aston Martin DBR1. У добовому марафоні 24 години Ле-Мана 1957 року машина під номером 7, пілотована Майком Готорном та Луїджі Муссо, встановила найшвидше коло у перегонах (3:58,7), однак перегони для команди виявились невдалими: стався схід з траси на 5-й годині змагань через поломку двигуна. У Швеції Філ Гілл і Пітер Коллінз приїхали другими, поступившись на цей раз «Maserati». Другий екіпаж Майка Готорна і Луїджі Муссо фінішував четвертим. У фінальному етапі Чемпіонату світу з перегонів на спорткарах на 1000 км Венесуели автомобілі 335 S посіли два перших місця (шасі: № 0700 і № 0674 та екіпажі: Коллінз-Гілл і Готорн-Муссо, відповідно). Ці результати, у сукупності з попередньою перемогою на Mille Miglia автомобіля 315 S, і перемогою в Буенос-Айресі на 1000 км автомобіля 290 MM забезпечили команді Ferrari титул чемпіона світу.
Зміна правил Чемпіонату світу й обмеження об'єму двигуна 3-ма літрами, що було реакцією на трагедію під час перегонів Mille Miglia у 1957-му та попередні аварії, призвела до того, що модель 335 S не була допущена до сезону 1958 року, і компанія Ferrari замінила її на 250 TR.

## Подальша доля
У 2016 році один із автомобілів Ferrari 335 S Spider Scaglietti (шасі № 0674) був проданий на аукціоні Artcurial в Парижі за €32,1 млн. Ім'я покупця не озвучувалось, однак згідно з прес-релізом, опублікованим продавцем автомобіля, Алессандро Прото (Alessandro Proto), власником компанії Proto Organisation, новим володарем найдорожчого автомобіля марки Ferrari став футболіст Ліонель Мессі. За повідомленням А. Прото, автомобілем також цікавився Кріштіану Роналду, але ставка Мессі була вищою.

## Галерея

Ferrari 335 S
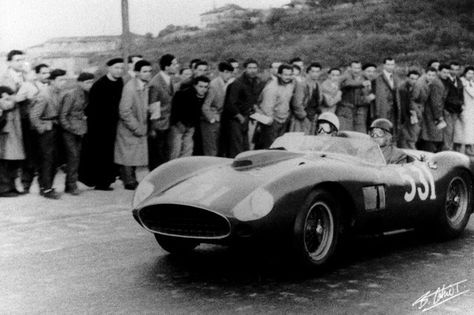
Машина Портаґо і Нельсона незадовго до аварії
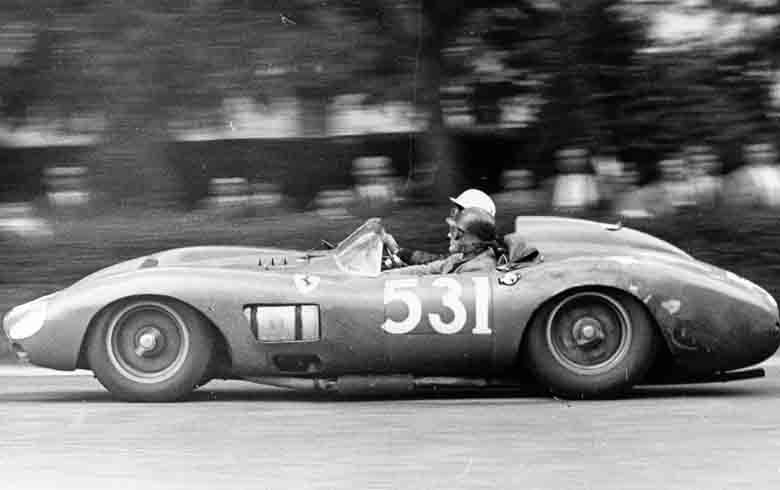
Автомобіль №531, під час перегонів Mille Miglia (1957)
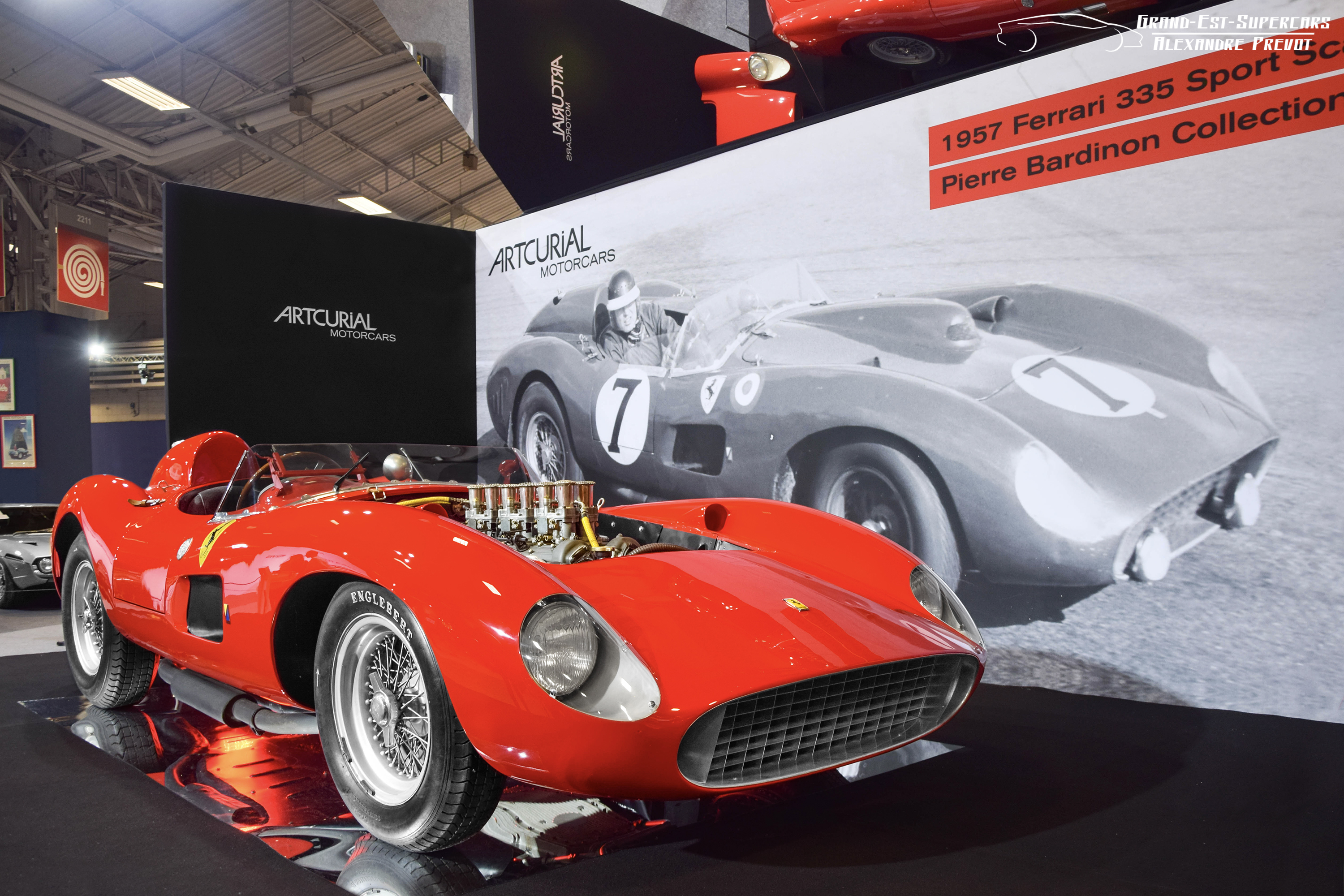
Ferrari 335 Sport Scaglietti на аукціоні Artcurial[en]